# Sinningia allagophylla
Sinningia allagophylla är en tvåhjärtbladig växtart som först beskrevs av Carl Friedrich Philipp von Martius, och fick sitt nu gällande namn av Wiehler. Sinningia allagophylla ingår i släktet Sinningia och familjen Gesneriaceae. Inga underarter finns listade i Catalogue of Life.